# Jacques Nicolas Ernest Germain de Saint-Pierre
Jacques Nicolas Ernest Germain de Saint-Pierre (7 de diciembre de 1815-28 de junio de 1882) fue un médico, y botánico francés, uno de los quince miembros fundadores de la Société Botanique de France (SBF) fundada el 24 de mayo de 1854 que se proponía de concurrir al progreso de la Botánica y de las Ciencias que la apoyan y de facilitar, por todos los medios todo lo que se pueda necesitar, para los estudios y los trabajos de sus miembros. Y fue su presidente de 1870 a 1871.

## Algunas publicaciones
- Guide du botaniste ou Conseil pratique sur l'étude de la botanique. Ed. Victor Masson. 1852

- Nouveau Dictionnaire de botanique comprenant la description des familles naturelles, les propriétés médicales et les usages économiques des plants, la morphologie et la biologie des végétaux (étude des organes et étude de la vie). 1870

- Flore des environs de Paris, obra escrita con E. Cosson, en línea

- Indicateur topographique et médical de Hyères en Provence par le Docteur*** - Hyères, Imprimerie de Cruvès, 1861

## Honores

### Eponimia
Géneros
- (Poaceae) Germainea Benth. & Hook.f.[2]

- (Poaceae) Germainia Balansa & Poitr.[3]

Especies
- (Amaryllidaceae) Placea germainii Phil.[4]

- (Asteraceae) Homoianthus germaini Phil. ex Reiche[5]

- (Blechnaceae) Blechnum germainii (Hook.) Christ[6]

- (Boraginaceae) Allocarya germaini Reiche[7]

- (Fabaceae) Patagonium germaini Reiche]][8]

- (Dioscoreaceae) Dioscorea brachybotrya Poepp.[9] var. germainii Uline[10]

- (Scrophulariaceae) Calceolaria germaini Witasek[11]

- (Verbenaceae) Citharexylum germaini Briq.[12]

- La abreviatura «Germ.» se emplea para indicar a Jacques Nicolas Ernest Germain de Saint-Pierre como autoridad en la descripción y clasificación científica de los vegetales.[13]

## Fuente
- Pellegrin, F. 1954. « Un siècle de Société de botanique de France» en Bull. Soc. bot. de France, supl. n° 101: 17-46